# منتخب باكستان لكرة القدم
يمثل المنتخب الباكستاني لكرة القدم (بالأردية: پاکستان کی قومی فٹ بال ٹیم) باكستان ويرعاه الاتحاد الباكستاني لكرة القدم، وكان أول ظهور للمنتخب سنة 1950. لم يسبق له التأهل إلى كأس العالم أو حتى كأس آسيا.
تأسس الاتحاد الباكستاني لكرة القدم في عام 1947م وانضم إلى الإتحاد الدولي لكرة القدم في 1948م وانضم إلى الإتحاد الآسيوي لكرة القدم في 1954م.

## وصلات خارجية
- قائمة بيانات المنتخب من الموقع الرسمي للفيفا باللغة العربية